# Uperoleia trachyderma
Uperoleia trachyderma és una espècie de granota que viu a Austràlia.